# Druckzuschlag
Druckzuschlag ist eine informelle Bezeichnung für den besonderen Einbehalt, der dem Besteller einer Werkleistung hinsichtlich der dem Unternehmer geschuldeten Vergütung zusteht, wenn das Werk mangelhaft ist.

## Gesetzliche Regelung
Hat der Besteller nach § 641 Abs. 3 des Bürgerlichen Gesetzbuches (BGB) einen Anspruch auf Mängelbeseitigung, kann er bis zur Beseitigung des Mangels die Zahlung eines angemessenen Teils des Werklohns verweigern. Angemessen ist nach dem Gesetz in der Regel das Doppelte der für die Beseitigung des Mangels erforderlichen Kosten.
Im Baurecht ist die Regelung des § 641 BGB auch auf den VOB-Bauvertrag anwendbar.

## Angemessene Höhe
Nach dem Gesetz zur Beschleunigung fälliger Zahlungen vom 30. März 2000 wurde der in § 641 BGB zunächst unbestimmte Teil der Vergütung, den der Besteller zurückbehalten konnte, auf mindestens das Dreifache der für die Mängelbeseitigung erforderlichen Kosten festgelegt. Damit sollte der Besteller Druck auf den Unternehmer ausüben können, eine Nachbesserung unverzüglich durchzuführen. Der Bundesgerichtshof erachtete dagegen nur einen Betrag in Höhe des Zwei- bis Dreifachen für angemessen.
Aufgrund der gesetzlichen Neuregelung behielten viele Besteller ein Vielfaches der Mängelbeseitigungskosten ein, was besonders bei kleineren Bauunternehmen mitunter zu ernsten Liquiditätsproblemen führte. Das Forderungssicherungsgesetz vom 23. Oktober 2008 fasste § 641 Abs. 3 BGB daher neu und reduzierte den in der Regel angemessenen Zuschlag zum 1. Januar 2009 auf das Doppelte der erforderlichen Kosten.